# Libreria Bozzi
(Motto della Libreria Bozzi)
La Libreria Bozzi già Libreria Beuf fino al 1938, aperta a Genova nel 1810 è la libreria più antica d'Italia e il secondo locale più antico della città dopo la Confetteria Pietro Romanengo fu Stefano aperta nel 1780.

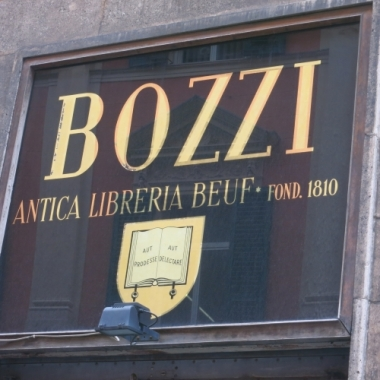
Particolare dell'insegna della Libreria Bozzi

## Storia
Fondata dall'ebreo francese originario di Briançon Antonio Beuf che giunse a Genova nel 1807 e dopo aver lavorato nella Tipografia Gravier in via della Maddalena apri la libreria nel 1810 assieme al fratello Carlo Beuf la libreria nella Strada Novissima (attuale via Cairoli) al n.784, nel 1834 la libreria veniva descritta con questo annuncio:
(Gazzetta di Genova, n.34)
Antonio Beuf divenne fornitore di libri per i principi della real Casa e per la Marina del Regno di Sardegna (poi Regia Marina), specializzandosi quindi in ambito marinaresco e in storia locale, quindi Antonio Beuf divenne un personaggio importante nella vita genovese dell'inizio del XIX secolo.

Con la morte di Antonio la liberia passò al figlio Luigi nel 1856 che allargò la clientela della liberia nella Genova del Risorgimento che divenne un angolo di vita culturale della città.
Dopo la morte di Luigi la proprietà passò a suo figlio Emilio che nel 1918 cedette la proprietà al nipote della moglie, Salomone Lattes che si suicidò nel 1924.
Nel 1930 la liberia venne acquistata da Mario Bozzi che in seguito alle leggi razziali fasciste cambiò il nome in quella attuale.

Nel 1942 parzialmente incendiata e distrutta dai bombardamenti e venne perso per sempre l'archivio librario. Nel 1947 vennero ricostruite le fondamenta del palazzo dove ha sede la libreria.

Dopo la morte di Mario Bozzi la libreria è passata al figlio Tonino che è stato per 12 anni presidente dell'Associazione Librai Italiani.

Tuttora la libreria ingloba una porzione dell'antico chiostro della Chiesa di San Siro di cui sono ancora visibili le colonne e anche i resti di un bagno turco.
Nel 2018, dopo 5 anni di chiusura, i locali dell'ex Libreria Bozzi, precedentemente Librerie Beuf dal 1938, sono stati rilevati da Libraccio, che ha inaugurato il suo terzo punto vendita a Genova.

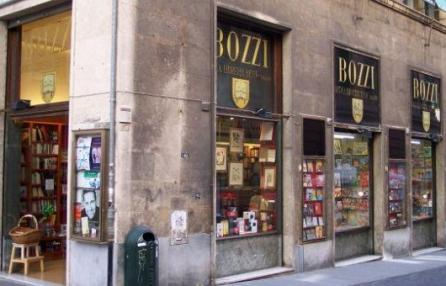
La Libreria Bozzi

## Illustri visitatori
La libreria è stata visitata nei loro viaggi a Genova da Stendhal nel 1837, da Alessandro Manzoni nel 1827, da Charles Dickens, da Herman Melville il 12 aprile 1857 e da Henry James.
Altri visitatori illustri della libreria furono Luigi Pirandello, Sandro Pertini e Eugenio Montale.